# Highland Meadows
Highland Meadows es un lugar designado por el censo ubicado en el condado de Valencia en el estado estadounidense de Nuevo México. En el Censo de 2010 tenía una población de 624 habitantes y una densidad poblacional de 34,34 personas por km².

## Geografía
Highland Meadows se encuentra ubicado en las coordenadas 34°56′23″N 107°10′00″O / 34.93972, -107.16667. Según la Oficina del Censo de los Estados Unidos, Highland Meadows tiene una superficie total de 18.17 km², de la cual 18.17 km² corresponden a tierra firme y (0.03%) 0.01 km² es agua.

## Demografía
Según el censo de 2010, había 624 personas residiendo en Highland Meadows. La densidad de población era de 34,34 hab./km². De los 624 habitantes, Highland Meadows estaba compuesto por el 45.67% blancos, el 2.4% eran afroamericanos, el 15.71% eran amerindios, el 0.64% eran asiáticos, el 0% eran isleños del Pacífico, el 32.85% eran de otras razas y el 2.72% pertenecían a dos o más razas. Del total de la población el 50.32% eran hispanos o latinos de cualquier raza.